# 遅野井茂雄
遅野井 茂雄（おそのい しげお、1952年 - ）は、日本のラテンアメリカ史学者。専門はラテンアメリカ政治・国際関係。筑波大学名誉教授。

## 略歴
1952年松本市生れ。東京外国語大学卒。筑波大学大学院修士課程修了後、アジア経済研究所入所。ペルー問題研究所客員研究員、在ペルー日本国大使館1等書記官、アジア経済研究所主任調査研究員、南山大学教授を経て、2003年より筑波大学大学院教授、人文社会系長、2018年4月より名誉教授。

## 著書
- 『試練のフジモリ大統領―現代ペルー危機をどう捉えるか』（日本放送出版協会、共著）
- 『現代ペルーとフジモリ政権 (アジアを見る眼)』（アジア経済研究所）
- 『ラテンアメリカ世界を生きる』（新評論、共著）
- 『21世紀ラテンアメリカの左派政権：虚像と実像』（アジア経済研究所、編著）
- 『現代アンデス諸国の政治変動』（明石書店、共著）など。